# Microstachys corniculata
Microstachys corniculata är en törelväxtart som först beskrevs av Vahl, och fick sitt nu gällande namn av August Heinrich Rudolf Grisebach. Microstachys corniculata ingår i släktet Microstachys och familjen törelväxter. Inga underarter finns listade i Catalogue of Life.